# Ophiuros megaphyllus
Ophiuros megaphyllus är en gräsart som beskrevs av Otto Stapf och Henry Haselfoot Haines. Ophiuros megaphyllus ingår i släktet Ophiuros och familjen gräs. Inga underarter finns listade i Catalogue of Life.